# Kunszentmártoni járás
A Kunszentmártoni járás Jász-Nagykun-Szolnok vármegyéhez tartozó járás Magyarországon, amely 2013-ban jött létre. Székhelye Kunszentmárton. Területe 576,49 km², népessége 35 176 fő, népsűrűsége 61 fő/km² volt a 2012. évi adatok szerint. Két város (Kunszentmárton és Tiszaföldvár) és kilenc község tartozik hozzá.
A Kunszentmártoni járás a járások 1983-as megszüntetése előtt is létezett, ezen a néven az 1950-es járásrendezéstől, 1950. június 1-jétől kezdve. Korábbi neve Tiszai alsó járás volt, ennek székhelye azonban csak az 1950-es megyerendezéskor, 1950. február 1-jén került Kunszentmártonba, azt megelőzően Tiszaföldváron volt.

## Települései
| Település      | Rang (2013. július 15.) | Kistérség (2013. január 1.) | Népesség (2012. január 1.) | Terület (km²) |
| -------------- | ----------------------- | --------------------------- | -------------------------- | ------------- |
| Kunszentmárton | járásszékhely város     | Kunszentmártoni             | 8 373                      | 143,65        |
| Tiszaföldvár   | város                   | Kunszentmártoni             | 11 120                     | 80,34         |
| Cibakháza      | nagyközség              | Kunszentmártoni             | 4 327                      | 38,21         |
| Öcsöd          | nagyközség              | Kunszentmártoni             | 3 199                      | 103,66        |
| Csépa          | község                  | Kunszentmártoni             | 1 535                      | 29,67         |
| Cserkeszőlő    | község                  | Kunszentmártoni             | 2 090                      | 30,7          |
| Nagyrév        | község                  | Kunszentmártoni             | 729                        | 29,79         |
| Szelevény      | község                  | Kunszentmártoni             | 1 050                      | 45,39         |
| Tiszainoka     | község                  | Kunszentmártoni             | 415                        | 17,92         |
| Tiszakürt      | község                  | Kunszentmártoni             | 1 353                      | 28,37         |
| Tiszasas       | község                  | Kunszentmártoni             | 985                        | 28,79         |

## Története
A Kunszentmártoni járás az 1950-es járásrendezés során jött létre 1950. június 1-jén az addigi Tiszai alsó járás nevének megváltoztatásával.
1984. január 1-jétől új közigazgatási beosztás lépett életbe, ezért 1983. december 31-én valamennyi járás megszűnt, így a Kunszentmártoni is. A megszűnő járás területéből két község Mezőtúr városkörnyékéhez került, a korábbi járási székhely városi jogú nagyközségi rangot kapott, a járás többi községe pedig a Kunszentmártoni nagyközségkörnyéket alkotta a továbbiakban.
2013-ban a járások újbóli felállításakor ismét létrejött.

### Községei 1950 és 1983 között
Az alábbi táblázat felsorolja a Kunszentmártoni járáshoz tartozott községeket, bemutatva, hogy mikor tartoztak ide, és hogy hova tartoztak megelőzően, illetve később.
| Község         | Mikortól           | Honnan                | Meddig               | Hova                                 |
| -------------- | ------------------ | --------------------- | -------------------- | ------------------------------------ |
| Cibakháza      | 1950. június 1.    | Tiszai alsó járásból  | 1983. december 31.   | Kunszentmártoni nagyközségkörnyékhez |
| Csépa          | 1950. június 1.    | Tiszai alsó járásból  | 1983. december 31.   | Kunszentmártoni nagyközségkörnyékhez |
| Cserkeszőlő    | 1952. január 1.    | Tiszakürt területéből | 1983. december 31.   | Kunszentmártoni nagyközségkörnyékhez |
| Kungyalu       | 1950. június 1.    | Tiszai alsó járásból  | 1966. szeptember 29. | Kunszentmárton része lett            |
| Kunszentmárton | 1950. június 1.    | Tiszai alsó járásból  | 1983. december 31.   | Kunszentmártoni nagyközségkörnyékhez |
| Mesterszállás  | 1950. június 1.    | Tiszai alsó járásból  | 1983. december 31.   | Mezőtúri városkörnyékhez             |
| Mezőhék        | 1974. december 31. | Szolnoki járásból     | 1983. december 31.   | Mezőtúri városkörnyékhez             |
| Nagyrév        | 1950. június 1.    | Tiszai alsó járásból  | 1983. december 31.   | Kunszentmártoni nagyközségkörnyékhez |
| Öcsöd          | 1950. június 1.    | Tiszai alsó járásból  | 1983. december 31.   | Kunszentmártoni nagyközségkörnyékhez |
| Szelevény      | 1950. június 1.    | Tiszai alsó járásból  | 1983. december 31.   | Kunszentmártoni nagyközségkörnyékhez |
| Tiszainoka     | 1950. június 1.    | Tiszai alsó járásból  | 1983. december 31.   | Kunszentmártoni nagyközségkörnyékhez |
| Tiszakürt      | 1950. június 1.    | Tiszai alsó járásból  | 1983. december 31.   | Kunszentmártoni nagyközségkörnyékhez |
| Tiszasas       | 1950. június 1.    | Tiszai alsó járásból  | 1983. december 31.   | Kunszentmártoni nagyközségkörnyékhez |
| Tiszaug        | 1950. június 1.    | Tiszai alsó járásból  | 1983. december 31.   | Kunszentmártoni nagyközségkörnyékhez |

### Történeti adatai
Megszűnése előtt, 1983 végén területe 655 km², népessége pedig mintegy 34 ezer fő volt.